# Сечеле (Констанца)
Сечеле (рум. Săcele) — село у повіті Констанца в Румунії. Адміністративний центр комуни Сечеле.
Село розташоване на відстані 202 км на схід від Бухареста, 34 км на північ від Констанци, 114 км на південний схід від Галаца.

## Населення
За даними перепису населення 2002 року у селі проживали 2148 осіб. Рідною мовою 2146 осіб (99,9%) назвали румунську.
Національний склад населення села:
| Національність | Кількість осіб | Відсоток |
| -------------- | -------------- | -------- |
| румуни         | 2139           | 99,6%    |
| цигани         | 7              | 0,3%     |

## Відомі люди
- 1965 року в Сечеле народився Георге Хаджи, футболіст, визнаний 2004 року найвидатнішим румунським футболістом 50-річчя (1954—2003).